# Nowa Łeknica
Nowa Łęknica – nieoficjalna osada wsi Łeknica w Polsce położona w województwie zachodniopomorskim, w powiecie szczecineckim, w gminie Barwice.
W latach 1975–1998 miejscowość położona była w województwie koszalińskim.

## Zabytki
- park dworski, pozostałość po dworze[2].